# Eufemija Štorga
Eufemija Štorga (ur. 7 października 1975 w Medvode) – słoweńska lekkoatletka, która specjalizowała się w rzucie oszczepem.
W roku 2000 uczestniczyła w igrzyskach olimpijskich – z wynikiem 54,94 zajęła 27. miejsce nie awansując do finału. Rok wcześniej udało jej się wywalczyć srebrny krążek uniwersjady. Cztery razy zdobywała tytuł mistrzyni Słowenii, a dwa razy ustanawiała rekord kraju. Rekord życiowy: 61,14 (8 kwietnia 2000, Koper).